# Zakład Usługowo Remontowy Tramwajów Śląskich
Zakład Usługowo Remontowy – zakład należący do Tramwajów Śląskich zajmujący się remontem taboru i podzespołów tramwajowych, produkcją elementów torowych oraz utrzymaniem systemu łączności. Zakład znajduje się w Chorzowie przy ul. Inwalidzkiej 5. Do 2006 roku zakład pełnił funkcję zajezdni tramwajowej.

## Historia
Pod koniec XIX wieku rozpoczęto budowę linii tramwajowych w Hajdukach (obecnie Chorzów Batory). 7 września 1899 rozpoczęto eksploatację linii Hajduki – Katowice, a 19 listopada linii Hajduki – Królewska Huta (obecnie dzielnica Centrum Chorzowa).
Wraz z budową linii tramwajowych w Hajdukach wybudowano zajezdnię pomiędzy obecnymi ulicami Zamenhofa, Ratuszową, Trzyniecką i Długą. Na terenie zajezdni znajdowała się dwuczęściowa hala postojowa dla wagonów, pierwsza część przeznaczona była dla wagonów silnikowych i była zamykana, a druga część była przeznaczona dla wagonów doczepnych i była otwarta. W każdej części znajdowały się po 3 tory mające po 4 stanowiska. Na terenie zajezdni znajdowały się również tory odstawcze, warsztat, lakiernia, stolarnia i kuźnia. Obok zajezdni powstała elektrownia zasilająca sieć tramwajową.
W połowie 1929 roku rozpoczęto budowę nowych warsztatów głównych i zajezdni przy obecnej ulicy Inwalidów w niewielkiej odległości od starej zajezdni. 5 sierpnia 1930 roku gotowa była hala postojowo-przeglądowa, 8 listopada warsztaty, a 22 grudnia biura. W 1932 roku wybudowano jeszcze suszarnię piasku i skład soli oraz oddano do użytku windę towarową. Ogółem na terenie zajezdni powstało: 8-torowa hala warsztatu głównego ze składnicą i garażami, 8-torowa hala wagonowa, budynek administracyjny, budynek mieszkalny, lakiernia, suszarnia piasku i skład soli. Hala warsztatu wyposażona była w napędzaną elektrycznie przesuwnicę wagonów. Stara zajezdnia została sprzedana gazowni i w 1937 roku rozebrana.
Na początku XXI wieku podjęto decyzję, że chorzowska zajezdnia będzie zajmować się tylko naprawami tramwajów. Pomiędzy 15 czerwca a 12 sierpnia 2006 zajezdniom Zawodzie i Stroszek przekazano obsługę wszystkich relacji dotychczas obsługiwanych przez zajezdnię w Chorzowie Batorym:
| Data przekazania | Numer | Relacja                                            | Nowa zajezdnia     |
| ---------------- | ----- | -------------------------------------------------- | ------------------ |
| 15 czerwca 2006  | 12    | Chorzów pl. Hutników – Siemianowice Śl. pl. Skargi | Zawodzie           |
| 15 lipca 2006    | 13    | Chorzów rynek – Siemianowice Śl. pl. Skargi        | Zawodzie           |
| 15 lipca 2006    | 23    | Chorzów Stadion Śląski – Szopienice                | Zawodzie           |
| 29 lipca 2006    | 11    | Katowice pl. Wolności – Ruda Śląska Chebzie        | Stroszek           |
| 29 lipca 2006    | 17    | Chorzów rynek – Ruda Śląska Chebzie                | Stroszek           |
| 29 lipca 2006    | 10    | Siemianowice Śl. pl. Skargi – Ruda Śląska Chebzie  | (linię zawieszono) |
| 12 sierpnia 2006 | 7     | Bytom pl. Sikorskiego – Katowice Zawodzie          | Zawodzie           |
| 12 sierpnia 2006 | 36    | Chorzów Ratusz – Katowice Zawodzie                 | Zawodzie           |
| 12 sierpnia 2006 | 37    | Chorzów Ratusz – Szopienice                        | Zawodzie           |

6 maja 2022 dawna zajezdnia tramwajowa w Chorzowie-Batorym przy ul. Inwalidzkiej 5 została wpisana do rejestru zabytków (nr rej. A/980/2022). Wpis do rejestru zabytków objął budynek administracyjny, budynek warsztatu, budynek wozowni oraz budynek dawnej kuchni.

## Zestawienie zmodernizowanych tramwajów

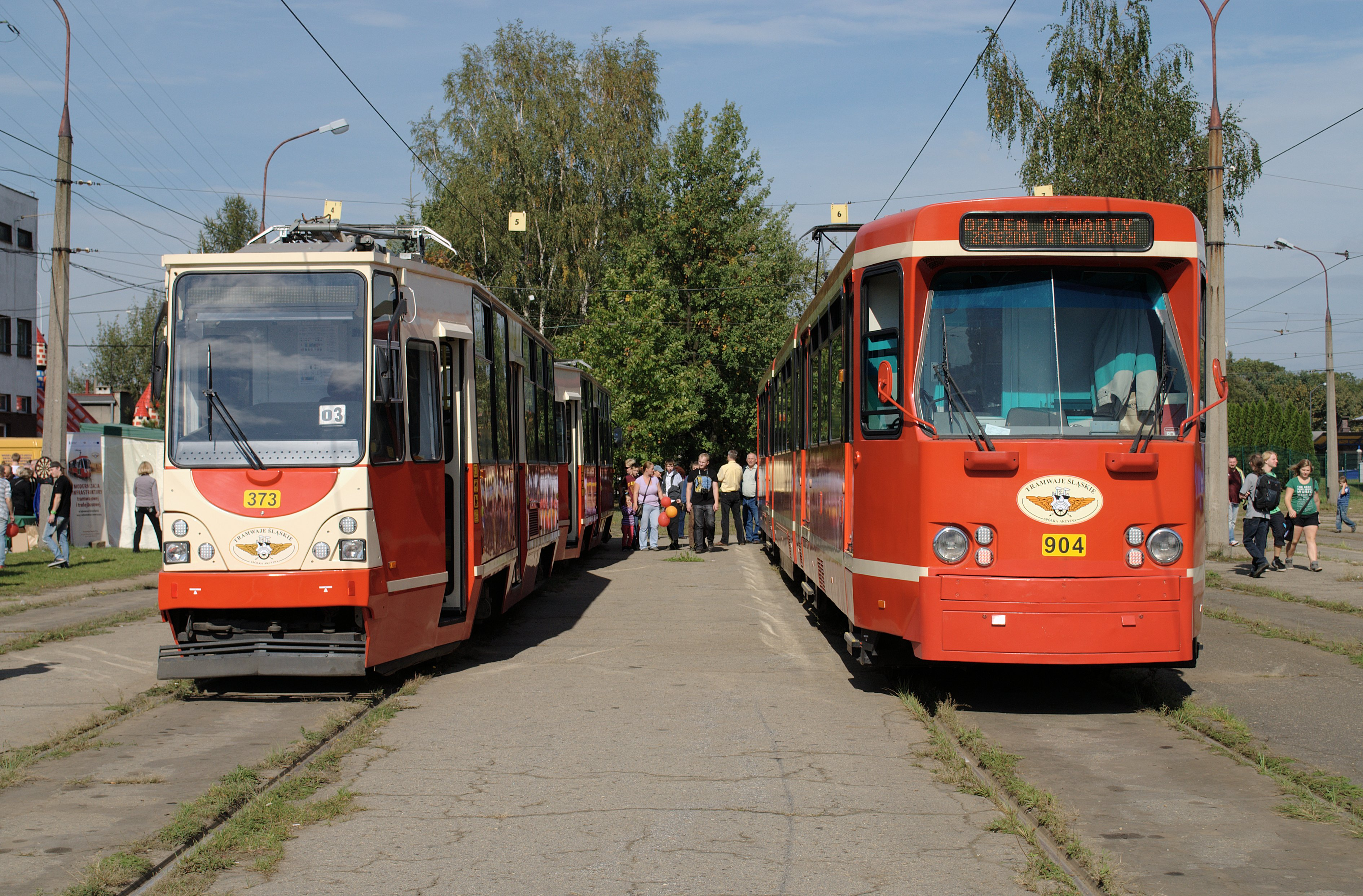
Zmodernizowany Konstal 111N i Düwag Pt

| Pojazd               | Liczba sztuk | Lata modernizacji | Uwagi                                                                                | Źródła                      |
| -------------------- | ------------ | ----------------- | ------------------------------------------------------------------------------------ | --------------------------- |
| Konstal 105Na        | 4            | 2000              | modernizacja częściowo odbyła się w zajezdni Będzin                                  | [ 8 ]                       |
| Konstal 105Na        | 4            | 2001              | modernizacja częściowo odbyła się w zajezdni Będzin                                  | [ 8 ]                       |
| Konstal 105Na        | 1            | ?                 |                                                                                      | [ 8 ]                       |
| Konstal 105Na        | 11           | 2009-?            |                                                                                      | [ 9 ]                       |
| Düwag Pt             | 14           | 2010-?            | dostosowanie do polskich warunków tramwajów sprowadzonych z Frankfurtu nad Menem     | [ 10 ] [ 11 ] [ 12 ] [ 13 ] |
| SGP/Lohner E1        | 25           | 2010–2013         | dostosowanie do polskich warunków tramwajów sprowadzonych z Wiednia                  | [ 14 ] [ 15 ]               |
| Konstal 111N         | 2            | 2012              | części dostarczyła Lemma i Astromal                                                  | [ 16 ] [ 17 ]               |
| Konstal 111N         | 2            | 2015              | części dostarczyła Enika, Lemma i TriboTec Polska                                    | [ 18 ] [ 19 ] [ 20 ]        |
| Konstal 111N         | 2            | 2016              | części dostarczyła Lemma, TriboTec Polska i Webasto Petemar                          | [ 21 ] [ 22 ] [ 23 ]        |
| Konstal 105Na        | 30           | 2012–2014         | modernizacja na wzór Moderusów Alfa HF 11 AC                                         | [ 8 ] [ 24 ] [ 25 ]         |
| Düwag Ptm            | 2            | 2015-2017         | przeróbka na tramwaj jednokierunkowy połączona z wyposażeniem w niskopodłogowy człon | [ 26 ] [ 27 ] [ 28 ]        |
| Alstom Konstal 116Nd | 1            | 2019–2021         |                                                                                      | [ 29 ]                      |